# Ludwika Mountbatten
Ludwika Mountbatten (ang. Louise Alexandra Marie Irene; ur. 13 lipca 1889 na zamku Heiligenberg w Hesji, zm. 7 marca 1965 w Sztokholmie) – królowa Szwecji w latach 1950–1965 jako druga żona króla Szwecji, Gustawa VI Adolfa. Była ciotką Filipa, księcia Edynburga (1921-2021), męża królowej brytyjskiej, Elżbiety II.

## Życiorys
Urodziła się 13 lipca 1889 roku na zamku Heiligenberg (niedaleko Darmstadt), w Hesji w Niemczech. Jej ojcem był książę Ludwik Battenberg – admirał brytyjskiej floty, który w 1917 (podczas I wojny światowej) zrzekł się wszystkich niemieckich tytułów i zmienił nazwisko z Battenberg na Mountbatten. Ludwika została wtedy Lady Louise Mountbatten. Jej matką była natomiast księżniczka Wiktoria heska, starsza siostra carycy Aleksandry Fiodorowny, wnuczka królowej brytyjskiej, Wiktorii. Miała troje rodzeństwa Alicję (1885-1969), Jerzego (1892-1938) i Ludwika (1900-1979).
Podczas I wojny światowej służyła jako pielęgniarka, dlatego też później żywo interesowała się tą grupą zawodową.
Jeszcze jako młoda księżniczka Ludwika powiedziała, że nigdy nie poślubi wdowca albo króla, stało się jednak inaczej. 3 listopada 1923 wyszła za mąż za księcia Szwecji – Gustawa Adolfa, wdowca po Małgorzacie Connaught, który w 1950 został królem Szwecji. Było to szczęśliwe małżeństwo, choć ich jedyne dziecko – córka – urodziło się martwe. Ludwika kochała dzieci i opiekowała się troskliwie dziećmi Gustawa Adolfa z pierwszego małżeństwa oraz jego wnukami.
Królowa Ludwika zmarła w Szpitalu św. Jerzego w Sztokholmie w następstwie operacji po serii ciężkich zachorowań. Ostatni raz przed śmiercią pokazała się publicznie w grudniu 1964 na rozdaniu nagród Nobla. Została pochowana obok swojego męża w grobowcu królewskim w parku Haga koło Sztokholmu.

## Genealogia
| Prapradziadkowie                | Ludwik I (wielki książę Hesji) (1753-1830) ∞1777 Luiza Henrietta Karolina z Hesji-Darmstadt (1761-1829) | Karol Ludwik Badeński (1755-1801) ∞1775 Amalia Fryderyka z Hesji-Darmstadt (1754-1832) | Fryderyk Karol Hauke (1737-1810) ∞1773 Salomea Schweppenhäuser (1751–1833)  | Franciszek Leopold Lafontaine (1756-1812) ∞ok.1789 Maria Teresa Kornély (ok.1768-1827) | Ludwik II (wielki książę Hesji) (1777-1848) ∞1804 Wilhelmina Badeńska (1788-1836) | Wilhelm Pruski (1783-1851) ∞1804 Maria Anna Amalie z Hesji-Homburga (1785-1846) | Ernest I z Saksonii-Coburga-Gothy (1784-1844) ∞1817 Ludwika z Saksonii-Gothy-Altenburga (1800-1831)                      | Edward August Hanowerski (1767-1820) ∞1818 Wiktoria z Saksonii-Coburga-Saalfeld (1786-1861)                              |
| Pradziadkowie                   | Ludwik II (wielki książę Hesji) (1777-1848) ∞1804 Wilhelmina Badeńska (1788-1836)                       | Ludwik II (wielki książę Hesji) (1777-1848) ∞1804 Wilhelmina Badeńska (1788-1836)      | Maurycy Hauke (1775-1830) ∞ Zofia Lafontaine (zm. 1831)                     | Maurycy Hauke (1775-1830) ∞ Zofia Lafontaine (zm. 1831)                                | Karol, książę Hesji-Darmstadt (1809-1877) ∞1836 Elżbieta Pruska (1815-1885)       | Karol, książę Hesji-Darmstadt (1809-1877) ∞1836 Elżbieta Pruska (1815-1885)     | Albert (książę Wielkiej Brytanii i Irlandii) (1819-1861) ∞1840 Królowa Wielkiej Brytanii Wiktoria Hanowerska (1819-1901) | Albert (książę Wielkiej Brytanii i Irlandii) (1819-1861) ∞1840 Królowa Wielkiej Brytanii Wiktoria Hanowerska (1819-1901) |
| Dziadkowie                      | Aleksander z Hesji-Darmstadt (1823–1888) ∞1851 Julia Hauke (1825-1895)                                  | Aleksander z Hesji-Darmstadt (1823–1888) ∞1851 Julia Hauke (1825-1895)                 | Aleksander z Hesji-Darmstadt (1823–1888) ∞1851 Julia Hauke (1825-1895)      | Aleksander z Hesji-Darmstadt (1823–1888) ∞1851 Julia Hauke (1825-1895)                 | Ludwik IV (wielki książę Hesji) (1837-1892) ∞1862 Alicja Koburg (1843-1878)       | Ludwik IV (wielki książę Hesji) (1837-1892) ∞1862 Alicja Koburg (1843-1878)     | Ludwik IV (wielki książę Hesji) (1837-1892) ∞1862 Alicja Koburg (1843-1878)                                              | Ludwik IV (wielki książę Hesji) (1837-1892) ∞1862 Alicja Koburg (1843-1878)                                              |
| Rodzice                         | Ludwik Mountbatten (1854-1921) ∞1884 Wiktoria z Hesji-Darmstadt (1863-1950)                             | Ludwik Mountbatten (1854-1921) ∞1884 Wiktoria z Hesji-Darmstadt (1863-1950)            | Ludwik Mountbatten (1854-1921) ∞1884 Wiktoria z Hesji-Darmstadt (1863-1950) | Ludwik Mountbatten (1854-1921) ∞1884 Wiktoria z Hesji-Darmstadt (1863-1950)            | Ludwik Mountbatten (1854-1921) ∞1884 Wiktoria z Hesji-Darmstadt (1863-1950)       | Ludwik Mountbatten (1854-1921) ∞1884 Wiktoria z Hesji-Darmstadt (1863-1950)     | Ludwik Mountbatten (1854-1921) ∞1884 Wiktoria z Hesji-Darmstadt (1863-1950)                                              | Ludwik Mountbatten (1854-1921) ∞1884 Wiktoria z Hesji-Darmstadt (1863-1950)                                              |
| Ludwika Mountbatten (1889-1965) | |                                                                                        |                                                                             |                                                                                        |                                                                                   |                                                                                 | | |